# Torpes, Saône-et-Loire
Torpes är en kommun i departementet Saône-et-Loire i regionen Bourgogne-Franche-Comté i östra Frankrike. Kommunen ligger i kantonen Pierre-de-Bresse som tillhör arrondissementet Louhans. År 2022 hade Torpes 376 invånare.

## Befolkningsutveckling
Antalet invånare i kommunen Torpes
| Referens: INSEE |